# Liangxiongdi Dao
Liangxiongdi Dao (kinesiska: 两兄弟岛) är en ö i Kina. Den ligger i provinsen Zhejiang, i den östra delen av landet, omkring 270 kilometer öster om provinshuvudstaden Hangzhou.